# Philanthaxia pseudoaenea
Philanthaxia pseudoaenea is een soort prachtkever uit het geslacht Philanthaxia die voorkomt in het centrum en noordoosten van Thailand, meer bepaald in het district Pak Chong, Nakhon Ratchasima. Hij werd voor het eerst beschreven in 2011.
P. pseudoaenea is een kever van 6,2 tot 9,8 millimeter lang. De rug van het mannetje heeft een zwartbronzen kleur, bij vrouwtjes zitten er daarnaast paarse tinten op de zijkanten en de dekschilden. De voorkant van de kop, de voelsprieten, de buik en de poten zijn zwart-violet van kleur. De sterniet is bronskleurig.
De soortaanduiding pseudoaenea verwijst naar de verwante soort P. aenea, die in hetzelfde gebied voorkomt en waar P. pseudoaenea sterk op lijkt.